# کارولا بالستنا
کارولا بالستنا (اسپانیایی: Carola Baleztena‎؛ زادهٔ ۱۰ ژانویهٔ ۱۹۸۰) بازیگر و مجری تلویزیون اهل اسپانیا است.
از فیلم‌ها یا مجموعه‌های تلویزیونی که وی در آن‌ها نقش داشته‌است، می‌توان به پس از کلاس، ماه سیاه و تورنته ۳: محافظ شخصی اشاره نمود.